# Ja,Zoo
『Ja,Zoo』（ヤ・ズー）は、日本のアーティスト、hideの3枚目のアルバム。1998年11月21日に発売された。

2008年12月3日にSHM-CDとして再発売された。
さらに	2024年5月1日発売された『REPSYCLE〜hide 60th Anniversary Special Box〜』に収録の『Ja,Zoo (2024 Remaster＆REPSYCLE):hide with Spread Beaver』ではリマスタリングが行われただけでなく、一部楽曲をオリジナル盤とは異なるアレンジやテイクを使用して新たに「REPSYCLE version」として作成された曲への入れ替えが行われ、さらにhideの構想に基づいた曲順に変更されるなどされている。

## 概要
hideの死後発売されたアルバム。
hideのコンセプトは「ディープ・パープルの『マシン・ヘッド』に匹敵する全曲が強力なアルバムを作る」ことだった。
急逝後のシングル「ピンクスパイダー」「ever free」が大ヒットを記録したこともあり、hideのソロワークとしてはシングル・アルバム含め最大の売り上げとなっている。オリコンでの累計売上は、X JAPAN時代を含めても最大セールスである。
タイトルは「日本人（Japanese）」と、収録曲の仮タイトルに動物の名前が多かったので「動物園（Zoo）」の2つのキーワードを合わせた造語である。ジャケットのデザインやタイトルの読みを"ヤ・ズー"としたのは『ガリバー旅行記』の「ヤフー（yahoo）」（人間に似た愚かな動物）に由来する。
構想段階の話ではあるが全13曲の予定だった。曲の一つ「コギャル」は歌を録音していないだけの、I.N.A曰く「かっこいい曲」。hideの歌としての音源化は不可能だが、カバー曲としてライブで歌われており『1998 Tribal Ja Zoo DVD』には収録されている。
その後、「子ギャル」は本アルバム収録当時に残されていたデモ音源を元に、生前に発表した曲のボーカルトラックのみを使用し、歌詞に合わせボーカロイドの様に1音1音を繋ぎ合わせ、それでも足りない部分を未公表(2014年時点)とされているYAMAHAのボーカロイドの新技術を採用し完成させ、2014年12月10日にhide生誕50周年記念アルバム『子 ギャル』として発売された。
そして、これにより完全に幻の曲は「ZOMBIE'S ROCK」のみとなった。なお、この曲はタイトルしか判明しておらず、デモ音源すら遺されていない。タイトルは仮のものである可能性が高く、I.N.A曰く、｢そもそもhideのアルバムって2曲目あたりに来るの勢いのある曲は、最後の最後にバーって作ってたんです。｣｢仮のタイトルが書いてあっただけで、hideの頭の中にもなかった｣。よって音源化は不可能とされる。アルバム『子 ギャル』のブックレットの最終ページにはJa,Zoo is complete.と記載されている。(hide手書きのトラックリストも記載、順番は1998年にリリースされたものとは異なる。)
2024年にhide生誕60周年記念のボックスセット『REPSYCLE』がリリースされた。タイトルはhideのメモに記されていた造語。『REPSYCLE』収録のリマスター版『Ja,Zoo』は「子ギャル」が収録され、hideの構想に基づく曲順となった。うち4曲はアレンジやテイクが新ヴァージョンとなった。しかし何の音源もない「ZOMBIE'S ROCK」は進展なくタイトルだけが独り歩きを続け、テーマ曲「SPREAD BEAVER」はメンバーのベーシストCHIROLYNがレコーディング不参加のままであり（hideのベース音源があったため）、今回のアルバムは「イナちゃんにも曲を作ってもらいたいんだよね」というhideの希望も実現していない。

## 収録曲
1. SPREAD BEAVER[注 4]
  - バンドのテーマ曲。
2. ROCKET DIVE
3. LEATHER FACE
  - zilchのアルバム『3・2・1』収録の「INSIDE THE PERVERT MOUND」のセルフカバー。
4. PINK SPIDER
5. DOUBT '97(MIXED LEMONed JELLY MIX)
6. FISH SCRATCH FEVER[注 4]
  - Rephycle版では、アウトロにあった音割れの音源がカットされた。
7. ever free
8. BREEDING
9. HURRY GO ROUND[注 4]
  - アウトロがシングル版に比べ、長く編集されている。
10. PINK CLOUD ASSEMBLY[注 4]
  - hideが生前インタビューなどで話していた「ピンクスパイダーの続き」となる曲。ナレーションはhideの実弟でマネージャーの松本裕士。Rephycle版では、最新技術により、hideの声で歌われている。
  - 21分43秒と異様な収録時間をしているが、これはI.N.A曰く「平成10年5月2日を忘れないでほしい」と願いを込め、「Track10 58：28」を「平成10年5月2日」に見立てている。また、収録時間の調整にも使われたために、5分毎に無音とデジタル音が交互に鳴り響くが、本来であれば13曲の収録予定で有り、3曲足りない分鳴らされている。これはhideとのやり取りの際に使われるインターネット接続音を取り入れたものである[1]。

（全作詞・作曲：hide）
以下、アルバム『子 ギャル』のブックレットに記載された、生前に残された2種類の曲順を記載。
1. SPREAD.
2. ZOMBIE'S ROCK
3. ROCKET DIVE
4. LEATHER FACE
5. PINK SPIDER
6. DOUBT
7. 子ギャル
8. HURRY Go round
9. BREEDING
10. ever free
11. PINK CLOUD A.

1. ROCKET DIVE
2. PINK SPIDER
3. EVER FREE
4. FISH
5. DOUBT (MIXED LEMONed)
6. LEATHER FACE
7. BREEDING
8. Hurry Go Round
9. SPREAD BEAVER
10. PINK CLOUD ASSENBLEY
11. ZOMBIE'S ROCK
12. 子GAL